# Seznam předsedů Poslanecké sněmovny Parlamentu Itálie
Toto je seznam předsedů dolní komory Parlamentu Itálie od období Sardinského království, v němž tento úřad vznikl, až do současnosti.
Současným předsedou 16. zasedání Poslanecké sněmovny Parlamentu Itálie je od 20. dubna 2008 Gianfranco Fini.

## Sardinské království (1848-1860)
| Předseda             | Od                 | Do                 | Poznámka       |
| -------------------- | ------------------ | ------------------ | -------------- |
| 1. zasedání          |                    |                    |                |
| Vincenzo Gioberti    | 8. května 1848     | 30. prosince 1848  |                |
| 2. zasedání          |                    |                    |                |
| Lorenzo Pareto       | 1. února 1849      | 30. března 1849    |                |
| 3. zasedání          |                    |                    |                |
| Lorenzo Pareto       | 30. července 1849  | 20. listopadu 1849 |                |
| 4. zasedání          |                    |                    |                |
| Pier Dionigi Pinelli | 20. prosince 1849  | 22. dubna 1852     | zemřel v úřadu |
| Urbano Rattazzi      | 11. května 1852    | 27. října 1853     |                |
| Carlo Bon Compagni   | 16. listopadu 1853 | 21. listopadu 1853 |                |
| 5. zasedání          |                    |                    |                |
| Carlo Bon Compagni   | 19. prosince 1853  | 16. června 1856    |                |
| Carlo Cadorna        | 7. ledna 1859      | 16. července 1857  |                |
| 6. zasedání          |                    |                    |                |
| Carlo Bon Compagni   | 14. prosince 1857  | 14. července 1858  |                |
| Urbano Rattazzi      | 20. ledna 1859     | 21. ledna 1860     |                |
| 7. zasedání          |                    |                    |                |
| Giovanni Lanza       | 2. dubna 1860      | 17. prosince 1860  |                |

## Italské království (1861-1946)
| Předseda                                                                               | Od                 | Do                | Poznámka                                |
| -------------------------------------------------------------------------------------- | ------------------ | ----------------- | --------------------------------------- |
| 8. zasedání                                                                            |                    |                   |                                         |
| Urbano Rattazzi                                                                        | 18. února 1861     | 3. března 1862    |                                         |
| Sebastiano Tecchio                                                                     | 22. března 1862    | 21. května 1863   |                                         |
| Giovanni Battista Cassinis                                                             | 21. května 1863    | 7. září 1865      |                                         |
| 9. zasedání                                                                            |                    |                   |                                         |
| Adriano Mari                                                                           | 18. listopadu 1865 | 13. února 1867    |                                         |
| 10. zasedání                                                                           |                    |                   |                                         |
| Adriano Mari                                                                           | 22. března 1867    | 27. října 1867    |                                         |
| Giovanni Lanza                                                                         | 16. prosince 1867  | 8. srpna 1869     |                                         |
| Adriano Mari                                                                           | 25. listopadu 1868 | 14. srpna 1869    |                                         |
| Giovanni Lanza                                                                         | 18. listopadu 1869 | 15. prosince 1869 |                                         |
| Giuseppe Brancheri                                                                     | 12. března 1970    | 2. listopadu 1870 |                                         |
| 11. zasedání                                                                           |                    |                   |                                         |
| Giuseppe Branchieri                                                                    | 5. prosince 1870   | 20. září 1874     |                                         |
| 12. zasedání                                                                           |                    |                   |                                         |
| Giuseppe Branchieri                                                                    | 23. listopadu 1874 | 3. října 1876     |                                         |
| 13. zasedání                                                                           |                    |                   |                                         |
| Francesco Crispi                                                                       | 26. listopadu 1876 | 26. prosince 1877 |                                         |
| Benedetto Cairoli                                                                      | 7. března 1878     | 24. března 1878   |                                         |
| Domenico Farini                                                                        | 27. března 1878    | 19. března 1880   |                                         |
| Michele Coppino                                                                        | 13. dubna 1880     | 2. května 1880    |                                         |
| 14. zasedání                                                                           |                    |                   |                                         |
| Doenico Farini                                                                         | 26. května 1880    | 25. září 1882     |                                         |
| 15. zasedání                                                                           |                    |                   |                                         |
| Domenico Farini                                                                        | 22. listopadu 1882 | 12. března 1884   |                                         |
| Michele Coppino                                                                        | 19. března 1884    | 27. dubna 1884    |                                         |
| Giuseppe Branchieri                                                                    | 7. dubna 1884      | 27. dubna 1886    |                                         |
| 16. zasedání                                                                           |                    |                   |                                         |
| Giuseppe Branchieri                                                                    | 10. června 1886    | 3. srpna 1890     |                                         |
| 17. zasedání                                                                           |                    |                   |                                         |
| Giuseppe Branchieri                                                                    | 10. prosince 1890  | 27. září 1892     |                                         |
| 18. zasedání                                                                           |                    |                   |                                         |
| Giuseppe Zanardelli                                                                    | 23. listopadu 1892 | 20. února 1894    |                                         |
| Giuseppe Branchieri                                                                    | 22. února 1894     | 13. ledna 1895    |                                         |
| 19. zasedání                                                                           |                    |                   |                                         |
| Tommaso Villa                                                                          | 10. června 1895    | 2. března 1897    |                                         |
| 20. zasedání                                                                           |                    |                   |                                         |
| Giuseppe Zanardelli                                                                    | 5. dubna 1897      | 14. prosince 1897 |                                         |
| Giuseppe Branchieri                                                                    | 26. ledna 1898     | 15. července 1898 |                                         |
| Giuseppe Zanardelli                                                                    | 16. listopadu 1898 | 25. května 1899   |                                         |
| Luigi Chinaglia                                                                        | 30. května 1899    | 25. června 1899   |                                         |
| Giuseppe Colombo                                                                       | 14. listopadu 1899 | 17. května 1900   |                                         |
| 21. zasedání                                                                           |                    |                   |                                         |
| Niccolò Gallo                                                                          | 16. června 1900    | 24. června 1900   |                                         |
| Tommaso Villa                                                                          | 28. června 1900    | 22. února 1902    |                                         |
| Giuseppe Branchieri                                                                    | 10. března 1902    | 18. října 1904    |                                         |
| 22. zasedání                                                                           |                    |                   |                                         |
| Giuseppe Marcora                                                                       | 30. listopadu 1904 | 10. března 1906   |                                         |
| Giuseppe Branchieri                                                                    | 10. března 1906    | 30. ledna 1907    |                                         |
| Giuseppe Marcora                                                                       | 2. února 1907      | 8. února 1909     |                                         |
| 23. zasedání                                                                           |                    |                   |                                         |
| Giuseppe Marcora                                                                       | 24. března 1909    | 29. září 1913     |                                         |
| 24. zasedání                                                                           |                    |                   |                                         |
| Giuseppe Marcora                                                                       | 24. listopadu 1913 | 29. září 1919     |                                         |
| 25. zasedání                                                                           |                    |                   |                                         |
| Vittorio Emanuele Orlando                                                              | 1. prosince 1919   | 25. června 1920   |                                         |
| Enrico De Nicola                                                                       | 26. června 1920    | 7. dubna 1921     | zvolen 1. prezidentem italské republiky |
| 26. zasedání                                                                           |                    |                   |                                         |
| Enrico De Nicola                                                                       | 11. června 1921    | 25. ledna 1924    |                                         |
| 27. zasedání                                                                           |                    |                   |                                         |
| Alfredo Rocco                                                                          | 24. května 1924    | 5. ledna 1925     |                                         |
| Antonio Casertano                                                                      | 13. ledna 1925     | 25. ledna 1929    |                                         |
| 28th Legislature                                                                       |                    |                   |                                         |
| Giovanni Giuriati                                                                      | 20. dubna 1929     | 19. ledna 1934    |                                         |
| 29. zasedání                                                                           |                    |                   |                                         |
| Costanzo Ciano                                                                         | 28. dubna 1934     | 2. března 1939    |                                         |
| 30. zasedání Předseda Komory svazů a korporací (Camera dei Fasci e delle Corporazioni) |                    |                   |                                         |
| Giacomo Acerbo                                                                         | 23. března 1939    | 27. června 1939   |                                         |
| Dino Grandi                                                                            | 30. listopadu 1939 | 2. srpna 1943     |                                         |
| Vittorio Emanuele Orlando                                                              | 15. července 1944  | 25. června 1946   |                                         |

## Consulta Nazionale (1945-1946)
| Předseda     | Od            | Do             | Poznámka |
| Carlo Sforza | 25. září 1945 | 1. června 1946 |          |

## Ústavodárné shromáždění (1946-1948)
| Předseda          | Od              | Do             | Poznámka |
| Giuseppe Saragat  | 25. června 1946 | 6. února 1947  |          |
| Umberto Terracini | 8. února 1947   | 31. ledna 1948 |          |

## Italská republika
| Předseda                   | Od                | Do                | Poznámka                                         |
| 1. zasedání                |                   |                   |                                                  |
| Giovanni Gronchi           | 8. května 1948    | 24. června 1953   | zvolen prezidentem Italské republiky             |
| 2. zasedání                |                   |                   |                                                  |
| Giovanni Gronchi           | 25. června 1953   | 29. dubna 1955    | zvolen prezidentem Italské republiky             |
| Giovanni Leone             | 10. května 1955   | 11. června 1958   | zvolen prezidentem Italské republiky             |
| 3. zasedání                |                   |                   |                                                  |
| Giovanni Leone             | 12. června 1958   | 15. května 1963   | zvolen prezidentem Italské republiky             |
| 4. zasedání                |                   |                   |                                                  |
| Giovanni Leone             | 16. května 1963   | 21. června 1963   | zvolen prezidentem Italské republiky             |
| Brunetto Bucciarelli-Ducci | 26. června 1963   | 4. června 1968    |                                                  |
| 5. zasedání                |                   |                   |                                                  |
| Alessandro Pertini         | 5. června 1968    | 24. května 1972   | zvolen prezidentem Italské republiky             |
| 6. zasedání                |                   |                   |                                                  |
| Alessandro Pertini         | 25. května 1972   | 4. července 1976  | zvolen prezidentem Italské republiky             |
| 7. zasedání                |                   |                   |                                                  |
| Pietro Ingrao              | 5. července 1976  | 19. června 1979   |                                                  |
| 8. zasedání                |                   |                   |                                                  |
| Leonilde Iotti             | 20. června 1979   | 11. července 1983 |                                                  |
| 9. zasedání                |                   |                   |                                                  |
| Leonilde Iotti             | 12. července 1983 | 1. července 1987  |                                                  |
| 10. zasedání               |                   |                   |                                                  |
| Leonilde Iotti             | 2. července 1987  | 22. dubna 1992    |                                                  |
| 11. zasedání               |                   |                   |                                                  |
| Oscar Luigi Scalfaro       | 24. dubna 1992    | 25. května 1992   | zvolen prezidentem Italské republiky             |
| Giorgio Napolitano         | 3. června 1992    | 14. dubna 1994    | v roce 2006 zvolen prezidentem Italské republiky |
| 12. zasedání               |                   |                   |                                                  |
| Irene Pivetti              | 16. dubna 1994    | 8. května 1996    |                                                  |
| 13. zasedání               |                   |                   |                                                  |
| Luciano Violante           | 10. května 1996   | 29. května 2001   |                                                  |
| 14. zasedání               |                   |                   |                                                  |
| Pier Ferdinando Casini     | 31. května 2001   | 27. dubna 2006    |                                                  |
| 15. zasedání               |                   |                   |                                                  |
| Fausto Bertinotti          | 29. dubna 2006    | 28. dubna 2008    |                                                  |
| 16. zasedání               |                   |                   |                                                  |
| Gianfranco Fini            | 30. dubna 2008    | 15. března 2013   |                                                  |
| 17. zasedání               |                   |                   |                                                  |
| Laura Boldrini             | 16. března 2013   | úřadující         |                                                  |